# Hydrobia stagnalis
Hydrobia stagnalis är en snäckart som beskrevs av Baster 1765. Hydrobia stagnalis ingår i släktet Hydrobia och familjen tusensnäckor. Inga underarter finns listade i Catalogue of Life.